# Nathan Roberts (ski)
Nathan Roberts, né le 24 mars 1982, est un skieur acrobatique américain. Il a notamment été champion du monde de l'épreuve olympique des bosses lors des Championnats du monde de ski acrobatique 2005.

## Palmarès

### Championnats du Monde de ski acrobatique
- Championnats du monde de ski acrobatique de 2005 à Ruka (Finlande) :
  -  Médaille d'or en bosses.
- Championnats du monde de ski acrobatique de 2007 à Madonna di Campiglio (Italie) :
  -  Médaille de bronze en bosses.

### Coupe du monde
- 4 victoires en carrière.
- 7 podiums dans des épreuves de Coupe du monde.

Palmarès au 9 mars 2007